# براين جورج
براين جورج (بالإنجليزية: Brian George) و (بالعبرية: 'בריאן ג'ורג) وهو ممثل ومؤدي صوت بريطاني إسرائيلي باللهجات الهندية، ولد في يوم 1 يوليو 1952 في مدينة القدس لعائلة تعود أصولها ليهود العراق، لعب أدوار أشخاص ذوي الأصل الجنوب الآسيوية، حيث لعب دور صاحب مطعم باكستاني بابو بهات في فلم ساينفيلد ومثل دور شخص هندي في مسلسل نظرية الانفجار العظيم.

## روابط خارجية
- براين جورج على موقع IMDb (الإنجليزية)
- براين جورج على موقع قاعدة بيانات الأفلام السويدية (السويدية)
- براين جورج على موقع إن إن دي بي (الإنجليزية)
- براين جورج على موقع قاعدة بيانات الفيلم (الإنجليزية)